# Wei Wei (écrivain, 1920-2008)
Dans ce nom chinois, le nom de famille, Wei, précède le nom personnel.
Pour les articles homonymes, voir Wei Wei (homonymie) et Wei.
Ne pas confondre avec Wei Wei (1957-), également écrivain chinois.
Wei Wei, né le 16 janvier 1920 à Zhengzhou, Henan et mort le 24 août 2008 à Pékin, également connu sous le nom Hong Jie, est un poète, écrivain et un journaliste chinois.